# Bruce Miller
Bruce Miller é um roteirista e produtor de televisão norte-americano, conhecido pela participação na série The Handmaid's Tale. Como reconhecimento, foi indicado ao Primetime Emmy Awards 2019.